# زاستاوا کورال
زاستاوا کورال (Zastava Koral) خودرویی است که در سال‌های ۲۸ نوامبر ۱۹۸۰ تا ۱۱ نوامبر ۲۰۰۸در کراگویواتس و صربستان تولید شده‌است. طول آن در حالت طبیعی ۳٬۴۸۵ میلیمتر (۱۳۷٫۲ اینچ) و عرض آن در حالت طبیعی ۱٬۵۴۸ میلیمتر (۶۰٫۹ اینچ) و ارتفاع آن در حالت طبیعی ۱٬۳۹۰ میلیمتر (۵۴٫۷ اینچ) است. سیستم جعبه‌دندهٔ آن ۳ دنده به دو صورت خودکار و دستی است.